# Keichiki Harada
Keichiki Harada (原田 慶吉, Harada Keichiki) est un juriste et romaniste japonais du début du XXe siècle.

## Biographie
Keichiki Harada est tokyoïte.
Il étudie à Berlin la papyrologie et la philologie aux côtés du romaniste et orientaliste allemand Paul Koschaker. Il fait également des recherches sur l'écriture cunéiforme.
Il meurt en 1959. Ses recherches sont reprises par le romaniste Teruo Kataoka (1924-2011), puis Akira Koba (1951-).

## Publications
- « Recherche sur le droit familiale dans la Rome antique », 1929
- « Les développements de la science historique des droits étrangers au Japon », 1942
- Compte rendu de Paul Koschaker, Die Krise des römischen Rechts und due romantische Rechtswissenschaft, 1938